# Islampur (Bengala Occidentale)
Islampur è una suddivisione dell'India, classificata come municipality, di 52.766 abitanti, situata nel distretto del Dinajpur Settentrionale, nello stato federato del Bengala Occidentale. In base al numero di abitanti la città rientra nella classe II (da 50.000 a 99.999 persone).

## Geografia fisica
La città è situata a 26° 16' 0 N e 88° 12' 0 E e ha un'altitudine di 52 m s.l.m..

## Società

### Evoluzione demografica
Al censimento del 2001 la popolazione di Islampur assommava a 52.766 persone, delle quali 28.235 maschi e 24.531 femmine. I bambini di età inferiore o uguale ai sei anni assommavano a 7.830, dei quali 4.028 maschi e 3.802 femmine. Infine, coloro che erano in grado di saper almeno leggere e scrivere erano 33.113, dei quali 19.125 maschi e 13.988 femmine.